# Leinfelden-Echterdingen
Leinfelden-Echterdingen es una ciudad del distrito de Esslingen, en el estado de Baden-Wurttemberg (Alemania). Se encuentra a unos 10 km al sur de Stuttgart, próximo al aeropuerto de esta ciudad. Se creó el primero de enero de 1975 debido a la fusión de cuatro poblaciones: Leinfelden, Echterdingen, Stetten y Musberg.

## Ciudades hermanadas
- York (Pensilvania),  Estados Unidos
- Manosque,  Francia
- Voghera,  Italia
- Poltava,  Ucrania